# Puchar Świata w snowboardzie 2022/2023
Puchar Świata w snowboardzie w sezonie 2022/2023 – 29. edycja tej imprezy. Cykl rozpoczął się 22 października 2022 r. w szwajcarskim Chur zawodami w konkurencji big air. Ostatnie zawody sezonu – konkurs slopestyle'u, rozegrany został 26 marca 2023 r. w Silvaplanie, również w Szwajcarii.

## Konkurencje
- slalom równoległy (PSL)
- gigant równoległy (PGS)
- snowboardcross (SBX)
- slopestyle (SS)
- half-pipe (HP)
- big air (BA)

Na liście klasyfikacji widnieją również oznaczenia PAR i OPP, które nie odzwierciedlają żadnych konkurencji. To pierwsze z nich to zsumowana klasyfikacja PSL i PGS, natomiast OPP (Overall Park & Pipe) to zsumowana klasyfikacja halfpipe'u, slopestyle’u i big air’u.

## Kalendarz i wyniki Pucharu Świata

### Mężczyźni
| Lp.                                                                                                  | Data                 | Miejscowość       | Konkurencja | 1. miejsce          | 2. miejsce         | 3. miejsce          |
| --- | -------------------- | ----------------- | ----------- | ------------------- | ------------------ | ------------------- |
| 1.                                                                                                   | 22 października 2022 | Chur              | BA          | Takeru Otsuka       | Ruki Tobita        | Nick Pünter         |
| | 26 listopada 2022    | Falun             | BA          | Odwołano            | Odwołano           | Odwołano            |
| 2.                                                                                                   | 4 grudnia 2022       | Les Deux Alpes    | SBX         | Martin Nörl         | Omar Visintin      | Éliot Grondin       |
| 3.                                                                                                   | 10 grudnia 2022      | Edmonton          | BA          | Valentino Guseli    | Chris Corning      | Nicolas Laframboise |
| 4.                                                                                                   | 11 grudnia 2022      | Winterberg        | PSL         | Alexander Payer     | Tim Mastnak        | Stefan Baumeister   |
| 5.                                                                                                   | 15 grudnia 2022      | Carezza           | PGS         | Andreas Prommegger  | Dario Caviezel     | Roland Fischnaller  |
| 6.                                                                                                   | 16 grudnia 2022      | Copper Mountain   | HP          | Scotty James        | Jan Scherrer       | Kaishu Hirano       |
| 7.                                                                                                   | 16 grudnia 2022      | Cervinia          | SBX         | Alessandro Hämmerle | Jakob Dusek        | Martin Nörl         |
| 8.                                                                                                   | 17 grudnia 2022      | Cervinia          | SBX         | Loan Bozzolo        | Martin Nörl        | Kalle Koblet        |
| 9.                                                                                                   | 17 grudnia 2022      | Copper Mountain   | BA          | Marcus Kleveland    | Chris Corning      | Ian Matteoli        |
| 10.                                                                                                  | 17 grudnia 2022      | Cortina d’Ampezzo | PGS         | Roland Fischnaller  | Andreas Prommegger | Aaron March         |
| | 19 grudnia 2022      | Montafon          | SBX         | odwołano            | odwołano           | odwołano            |
| | 20 grudnia 2022      | Montafon          | SBX         | odwołano            | odwołano           | odwołano            |
| 11.                                                                                                  | 10 stycznia 2023     | Bad Gastein       | PSL         | Maurizio Bormolini  | Alexander Payer    | Stefan Baumeister   |
| 12.                                                                                                  | 14 stycznia 2023     | Kreischberg       | BA          | Taiga Hasegawa      | Ryoma Kimata       | Kira Kimura         |
| 13.                                                                                                  | 14 stycznia 2023     | Scuol             | PGS         | Oskar Kwiatkowski   | Mirko Felicetti    | Andreas Prommegger  |
| 14.                                                                                                  | 21 stycznia 2023     | Laax              | HP          | Ruka Hirano         | Scotty James       | Yūto Totsuka        |
| 15.                                                                                                  | 22 stycznia 2023     | Laax              | SS          | Marcus Kleveland    | Dusty Henricksen   | Sven Thorgren       |
| 16.                                                                                                  | 21 stycznia 2023     | Bansko            | PSL         | Dario Caviezel      | Fabian Obmann      | Edwin Coratti       |
| 17.                                                                                                  | 22 stycznia 2023     | Bansko            | PSL         | Maurizio Bormolini  | Arvid Auner        | Stefan Baumeister   |
| 18.                                                                                                  | 26 stycznia 2023     | Blue Mountain     | PGS         | Benjamin Karl       | Lee Sang-ho        | Oskar Kwiatkowski   |
| 19.                                                                                                  | 27 stycznia 2023     | Blue Mountain     | PGS         | Oskar Kwiatkowski   | Alexander Payer    | Roland Fischnaller  |
| 20.                                                                                                  | 4 lutego 2023        | Mammoth Mountain  | HP          | Ruka Hirano         | Valentino Guseli   | Chase Blackwell     |
| 21.                                                                                                  | 4 lutego 2023        | Mammoth Mountain  | SS          | Dusty Henricksen    | Valentino Guseli   | Chris Corning       |
| 22.                                                                                                  | 4 lutego 2023        | Cortina d’Ampezzo | SBX         | Merlin Surget       | Jake Vedder        | Léo Le Blé Jaques   |
| 23.                                                                                                  | 10 lutego 2023       | Calgary           | HP          | Ruka Hirano         | Valentino Guseli   | Shuichiro Shigeno   |
| 24.                                                                                                  | 12 lutego 2023       | Calgary           | SS          | Darcy Sharpe        | Dusty Henricksen   | Cameron Spalding    |
| 19 lutego – 5 marca 2023 Mistrzostwa Świata w Narciarstwie Dowolnym i Snowboardingu 2023 – Bakuriani |                      |                   |             |                     |                    |                     |
| | 11 marca 2023        | Piancavallo       | PSL         | Odwołano            | Odwołano           | Odwołano            |
| | 11 marca 2023        | Livigno           | PGS         | Odwołano            | Odwołano           | Odwołano            |
| | 12 marca 2023        | Livigno           | PSL         | Odwołano            | Odwołano           | Odwołano            |
| 25.                                                                                                  | 11 marca 2023        | Sierra Nevada     | SBX         | Lucas Eguibar       | Omar Visintin      | Lorenzo Sommariva   |
| 26.                                                                                                  | 12 marca 2023        | Sierra Nevada     | SBX         | Kalle Koblet        | Lucas Eguibar      | Loan Bozzolo        |
| | 12 marca 2023        | Secret Garden     | HP          | Odwołano            | Odwołano           | Odwołano            |
| 27.                                                                                                  | 15 marca 2023        | Rogla             | PGS         | Roland Fischnaller  | Mirko Felicetti    | Edwin Coratti       |
| 28.                                                                                                  | 16 marca 2023        | Veysonnaz         | SBX         | Martin Nörl         | Álvaro Romero      | Lorenzo Sommariva   |
| 29.                                                                                                  | 18 marca 2023        | Berchtesgaden     | PSL         | Fabian Obmann       | Arvid Auner        | Rok Marguč          |
| 30.                                                                                                  | 25 marca 2023        | Mont-Sainte-Anne  | SBX         | Éliot Grondin       | Jakob Dusek        | Lucas Eguibar       |
| 31.                                                                                                  | 26 marca 2023        | Mont-Sainte-Anne  | SBX         | Martin Nörl         | Jake Vedder        | Éliot Grondin       |
| 32.                                                                                                  | 26 marca 2023        | Silvaplana        | SS          | Taiga Hasegawa      | Liam Brearley      | Sven Thorgren       |

### Kobiety
| Lp.                                                                                                  | Data                 | Miejscowość       | Konkurencja | 1. miejsce                 | 2. miejsce                 | 3. miejsce         |
| --- | -------------------- | ----------------- | ----------- | -------------------------- | -------------------------- | ------------------ |
| 1.                                                                                                   | 22 października 2022 | Chur              | BA          | Reira Iwabuchi             | Anna Gasser                | Jasmine Baird      |
| | 26 listopada 2022    | Falun             | BA          | Odwołano                   | Odwołano                   | Odwołano           |
| 2.                                                                                                   | 4 grudnia 2022       | Les Deux Alpes    | SBX         | Josie Baff                 | Chloé Trespeuch            | Léa Casta          |
| 3.                                                                                                   | 10 grudnia 2022      | Edmonton          | BA          | Jasmine Baird              | Evy Poppe                  | Reira Iwabuchi     |
| 4.                                                                                                   | 11 grudnia 2022      | Winterberg        | PSL         | Sabine Schöffmann          | Julie Zogg                 | Daniela Ulbing     |
| 5.                                                                                                   | 15 grudnia 2022      | Carezza           | PGS         | Michelle Dekker            | Aleksandra Król            | Ladina Jenny       |
| 6.                                                                                                   | 16 grudnia 2022      | Copper Mountain   | HP          | Queralt Castellet          | Elizabeth Hosking          | Mitsuki Ono        |
| 7.                                                                                                   | 16 grudnia 2022      | Cervinia          | SBX         | Chloé Trespeuch            | Manon Petit-Lenoir         | Charlotte Bankes   |
| 8.                                                                                                   | 17 grudnia 2022      | Cervinia          | SBX         | Charlotte Bankes           | Josie Baff                 | Chloé Trespeuch    |
| 9.                                                                                                   | 17 grudnia 2022      | Copper Mountain   | BA          | Mari Fukada                | Hailey Langland            | Miyabi Onitsuka    |
| 10.                                                                                                  | 17 grudnia 2022      | Cortina d’Ampezzo | PGS         | Gloria Kotnik              | Ramona Theresia Hofmeister | Megan Farrell      |
| | 19 grudnia 2022      | Montafon          | SBX         | Odwołano                   | Odwołano                   | Odwołano           |
| | 20 grudnia 2022      | Montafon          | SBX         | Odwołano                   | Odwołano                   | Odwołano           |
| 11.                                                                                                  | 10 stycznia 2023     | Bad Gastein       | PSL         | Daniela Ulbing             | Claudia Riegler            | Ladina Jenny       |
| 12.                                                                                                  | 14 stycznia 2023     | Kreischberg       | BA          | Anna Gasser                | Zoi Sadowski-Synnott       | Kokomo Murase      |
| 13.                                                                                                  | 14 stycznia 2023     | Scuol             | PGS         | Carolin Langenhorst        | Ramona Theresia Hofmeister | Julie Zogg         |
| 14.                                                                                                  | 21 stycznia 2023     | Laax              | HP          | Mitsuki Ono                | Wu Shaotong                | Maddie Mastro      |
| 15.                                                                                                  | 22 stycznia 2023     | Laax              | SS          | Zoi Sadowski-Synnott       | Mia Brookes                | Anna Gasser        |
| 16.                                                                                                  | 21 stycznia 2023     | Bansko            | PSL         | Julie Zogg                 | Sabine Schöffmann          | Jessica Keiser     |
| 17.                                                                                                  | 22 stycznia 2023     | Bansko            | PSL         | Julie Zogg                 | Daniela Ulbing             | Patrizia Kummer    |
| 18.                                                                                                  | 26 stycznia 2023     | Blue Mountain     | PGS         | Ladina Jenny               | Lucia Dalmasso             | Sabine Schöffmann  |
| 19.                                                                                                  | 27 stycznia 2023     | Blue Mountain     | PGS         | Ramona Theresia Hofmeister | Julie Zogg                 | Daniela Ulbing     |
| 20.                                                                                                  | 4 lutego 2023        | Mammoth Mountain  | HP          | Mitsuki Ono                | Cai Xuetong                | Maddie Mastro      |
| 21.                                                                                                  | 4 lutego 2023        | Mammoth Mountain  | SS          | Julia Marino               | Reira Iwabuchi             | Annika Morgan      |
| 22.                                                                                                  | 4 lutego 2023        | Cortina d’Ampezzo | SBX         | Charlotte Bankes           | Faye Gulini                | Chloé Trespeuch    |
| 23.                                                                                                  | 10 lutego 2023       | Calgary           | HP          | Mitsuki Ono                | Elizabeth Hosking          | Berenice Wicki     |
| 24.                                                                                                  | 12 lutego 2023       | Calgary           | SS          | Julia Marino               | Laurie Blouin              | Jasmine Baird      |
| 19 lutego – 5 marca 2023 Mistrzostwa Świata w Narciarstwie Dowolnym i Snowboardingu 2023 – Bakuriani |                      |                   |             |                            |                            |                    |
| | 11 marca 2023        | Piancavallo       | PSL         | Odwołano                   | Odwołano                   | Odwołano           |
| | 11 marca 2023        | Livigno           | PGS         | Odwołano                   | Odwołano                   | Odwołano           |
| | 12 marca 2023        | Livigno           | PSL         | Odwołano                   | Odwołano                   | Odwołano           |
| 25.                                                                                                  | 11 marca 2023        | Sierra Nevada     | SBX         | Charlotte Bankes           | Chloé Trespeuch            | Lindsey Jacobellis |
| 26.                                                                                                  | 12 marca 2023        | Sierra Nevada     | SBX         | Charlotte Bankes           | Chloé Trespeuch            | Manon Petit-Lenoir |
| | 12 marca 2023        | Secret Garden     | HP          | Odwołano                   | Odwołano                   | Odwołano           |
| 27.                                                                                                  | 15 marca 2023        | Rogla             | PGS         | Sabine Schöffmann          | Ester Ledecká              | Tsubaki Miki       |
| 28.                                                                                                  | 16 marca 2023        | Veysonnaz         | SBX         | Charlotte Bankes           | Eva Adamczyková            | Josie Baff         |
| 29.                                                                                                  | 18 marca 2023        | Berchtesgaden     | PSL         | Ester Ledecká              | Ramona Theresia Hofmeister | Cheyenne Loch      |
| 30.                                                                                                  | 25 marca 2023        | Silvaplana        | SS          | Julia Marino               | Tess Coady                 | Anna Gasser        |
| 31.                                                                                                  | 25 marca 2023        | Mont-Sainte-Anne  | SBX         | Charlotte Bankes           | Chloé Trespeuch            | Lindsey Jacobellis |
| 32.                                                                                                  | 26 marca 2023        | Mont-Sainte-Anne  | SBX         | Josie Baff                 | Pia Zerkhold               | Chloé Trespeuch    |

### Konkurencje mieszane

#### Drużynowy slalom równoległy (PRT)
| Lp. | Data             | Miejscowość   | 1. miejsce                                    | 2. miejsce                                              | 3. miejsce                                   |
| --- | ---------------- | ------------- | --------------------------------------------- | ------------------------------------------------------- | -------------------------------------------- |
| 1.  | 10 grudnia 2022  | Winterberg    | Szwajcaria 2 Gian Casanova · Ladina Jenny     | Austria 1 Andreas Prommegger · Daniela Ulbing           | Polska 1 Oskar Kwiatkowski · Aleksandra Król |
| 2.  | 11 stycznia 2023 | Bad Gastein   | Austria 1 Andreas Prommegger · Daniela Ulbing | Niemcy 1 Stefan Baumeister · Ramona Theresia Hofmeister | Szwajcaria 2 Dario Caviezel · Julie Zogg     |
|     | 12 marca 2023    | Piancavallo   | Odwołano                                      | Odwołano                                                | Odwołano                                     |
| 3.  | 19 marca 2023    | Berchtesgaden | Austria 2 Fabian Obmann · Sabine Schöffmann   | Włochy 2 Maurizio Bormolini · Elisa Caffont             | Włochy 1 Edwin Coratti · Lucia Dalmasso      |

#### Drużynowy snowboardcross (BXT)
| Lp. | Data          | Miejscowość      | 1. miejsce | 2. miejsce | 3. miejsce |
| --- | ------------- | ---------------- | ---------- | ---------- | ---------- |
|     | 26 marca 2023 | Mont-Sainte-Anne | Odwołano   | Odwołano   | Odwołano   |

## Klasyfikacje

### Mężczyźni
| Lp. | Zawodnik           | Punkty |
| --- | ------------------ | ------ |
| 1.  | Fabian Obmann      | 485    |
| 2.  | Maurizio Bormolini | 481    |
| 3.  | Andreas Prommegger | 465    |
| 4.  | Alexander Payer    | 433    |
| 5.  | Oskar Kwiatkowski  | 418    |
| 6.  | Roland Fischnaller | 391    |
| 7.  | Benjamin Karl      | 356    |
| 8.  | Edwin Coratti      | 342    |
| 9.  | Dario Caviezel     | 339    |
| 10. | Stefan Baumeister  | 335    |

| Lp. | Zawodnik           | Punkty |
| --- | ------------------ | ------ |
| 1.  | Roland Fischnaller | 344    |
| 2.  | Andreas Prommegger | 336    |
| 3.  | Oskar Kwiatkowski  | 334    |
| 4.  | Mirko Felicetti    | 253    |
| 5.  | Benjamin Karl      | 235    |
| 6.  | Lee Sang-ho        | 222    |
| 7.  | Alexander Payer    | 208    |
| 8.  | Fabian Obmann      | 188    |
| 9.  | Maurizio Bormolini | 186    |
| 10. | Aaron March        | 162    |

| Lp. | Zawodnik           | Punkty |
| --- | ------------------ | ------ |
| 1.  | Fabian Obmann      | 297    |
| 2.  | Maurizio Bormolini | 295    |
| 3.  | Arvid Auner        | 251    |
| 4.  | Alexander Payer    | 225    |
| 5.  | Edwin Coratti      | 217    |
| 6.  | Stefan Baumeister  | 195    |
| 7.  | Dario Caviezel     | 182    |
| 8.  | Tim Mastnak        | 137    |
| 9.  | Cody Winters       | 133    |
| 10. | Andreas Prommegger | 129    |

| Lp. | Zawodnik          | Punkty |
| --- | ----------------- | ------ |
| 1.  | Martin Nörl       | 510    |
| 2.  | Lucas Eguibar     | 436    |
| 3.  | Éliot Grondin     | 399    |
| 4.  | Omar Visintin     | 389    |
| 5.  | Merlin Surget     | 341    |
| 6.  | Lorenzo Sommariva | 327    |
| 7.  | Loan Bozzolo      | 311    |
| 8.  | Kalle Koblet      | 296    |
| 9.  | Jakob Dusek       | 294    |
| 10. | Jake Vedder       | 281    |

| Lp. | Zawodnik         | Punkty |
| --- | ---------------- | ------ |
| 1.  | Valentino Guseli | 440    |
| 2.  | Dusty Henricksen | 332    |
| 3.  | Taiga Hasegawa   | 323    |
| 4.  | Ruka Hirano      | 314    |
| 5.  | Chris Corning    | 285    |
| 6.  | Marcus Kleveland | 240    |
| 7.  | Hiroto Ogiwara   | 182    |
| 8.  | Scotty James     | 180    |
| 9.  | Ryoma Kimata     | 180    |
| 10. | Lee Chae-un      | 177    |

| Lp. | Zawodnik          | Punkty |
| --- | ----------------- | ------ |
| 1.  | Ruka Hirano       | 314    |
| 2.  | Valentino Guseli  | 246    |
| 3.  | Scotty James      | 180    |
| 4.  | Lee Chae-un       | 177    |
| 5.  | Yūto Totsuka      | 159    |
| 6.  | Kaishu Hirano     | 150    |
| 7.  | Chase Blackwell   | 149    |
| 8.  | Shuichiro Shigeno | 133    |
| 9.  | Jan Scherrer      | 116    |
| 10. | Chase Josey       | 109    |

| Lp. | Zawodnik         | Punkty |
| --- | ---------------- | ------ |
| 1.  | Dusty Henricksen | 296    |
| 2.  | Taiga Hasegawa   | 186    |
| 3.  | Valentino Guseli | 165    |
| 4.  | Liam Brearley    | 144    |
| 5.  | Cameron Spalding | 125    |
| 6.  | Sven Thorgren    | 120    |
| 7.  | Jake Canter      | 109    |
| 8.  | Darcy Sharpe     | 104    |
| 9.  | Tiarn Collins    | 102    |
| 10. | Marcus Kleveland | 100    |

| Lp. | Zawodnik            | Punkty |
| --- | ------------------- | ------ |
| 1.  | Valentino Guseli    | 214    |
| 2.  | Chris Corning       | 196    |
| 3.  | Marcus Kleveland    | 140    |
| 4.  | Ryoma Kimata        | 138    |
| 5.  | Taiga Hasegawa      | 137    |
| 6.  | Takeru Otsuka       | 121    |
| 7.  | Kalle Järvilehto    | 113    |
| 8.  | Hiroaki Kunitake    | 102    |
| 9.  | Ruki Tobita         | 96     |
| 10. | Nicolas Laframboise | 92     |

### Kobiety
| Lp. | Zawodniczka                | Punkty |
| --- | -------------------------- | ------ |
| 1.  | Julie Zogg                 | 595    |
| 2.  | Ramona Theresia Hofmeister | 584    |
| 3.  | Sabine Schöffmann          | 549    |
| 4.  | Daniela Ulbing             | 491    |
| 5.  | Tsubaki Miki               | 441    |
| 6.  | Ladina Jenny               | 416    |
| 7.  | Aleksandra Król            | 377    |
| 8.  | Lucia Dalmasso             | 365    |
| 9.  | Cheyenne Loch              | 311    |
| 10. | Michelle Dekker            | 308    |

| Lp. | Zawodniczka                | Punkty |
| --- | -------------------------- | ------ |
| 1.  | Ramona Theresia Hofmeister | 359    |
| 2.  | Sabine Schöffmann          | 261    |
| 3.  | Ladina Jenny               | 261    |
| 4.  | Aleksandra Król            | 257    |
| 5.  | Julie Zogg                 | 250    |
| 6.  | Tsubaki Miki               | 245    |
| 7.  | Lucia Dalmasso             | 227    |
| 8.  | Carolin Langenhorst        | 209    |
| 9.  | Daniela Ulbing             | 201    |
| 10. | Michelle Dekker            | 199    |

| Lp. | Zawodniczka                | Punkty |
| --- | -------------------------- | ------ |
| 1.  | Julie Zogg                 | 345    |
| 2.  | Daniela Ulbing             | 290    |
| 3.  | Sabine Schöffmann          | 288    |
| 4.  | Ramona Theresia Hofmeister | 225    |
| 5.  | Claudia Riegler            | 196    |
| 6.  | Tsubaki Miki               | 196    |
| 7.  | Jessica Keiser             | 192    |
| 8.  | Ladina Jenny               | 155    |
| 9.  | Patrizia Kummer            | 144    |
| 10. | Lucia Dalmasso             | 138    |

| Lp. | Zawodniczka        | Punkty |
| --- | ------------------ | ------ |
| 1.  | Charlotte Bankes   | 723    |
| 2.  | Chloé Trespeuch    | 650    |
| 3.  | Josie Baff         | 493    |
| 4.  | Eva Adamczyková    | 407    |
| 5.  | Manon Petit-Lenoir | 356    |
| 6.  | Lindsey Jacobellis | 326    |
| 7.  | Faye Gulini        | 294    |
| 8.  | Alexia Queyrel     | 236    |
| 9.  | Pia Zerkhold       | 229    |
| 10. | Jana Fischer       | 222    |

| Lp. | Zawodniczka       | Punkty |
| --- | ----------------- | ------ |
| 1.  | Mitsuki Ono       | 360    |
| 2.  | Julia Marino      | 353    |
| 3.  | Reira Iwabuchi    | 322    |
| 4.  | Anna Gasser       | 300    |
| 5.  | Miyabi Onitsuka   | 263    |
| 6.  | Jasmine Baird     | 256    |
| 7.  | Elizabeth Hosking | 237    |
| 8.  | Melissa Peperkamp | 220    |
| 9.  | Kokomo Murase     | 211    |
| 10. | Mia Brookes       | 204    |

| Lp. | Zawodniczka       | Punkty |
| --- | ----------------- | ------ |
| 1.  | Mitsuki Ono       | 360    |
| 2.  | Elizabeth Hosking | 237    |
| 3.  | Maddie Mastro     | 191    |
| 4.  | Queralt Castellet | 179    |
| 5.  | Ruki Tomita       | 136    |
| 6.  | Brooke D'Hondt    | 127    |
| 7.  | Wu Shaotong       | 126    |
| 8.  | Berenice Wicki    | 122    |
| 9.  | Isabelle Lötscher | 105    |
| 10. | Lee Na-yoon       | 81     |

| Lp. | Zawodniczka          | Punkty |
| --- | -------------------- | ------ |
| 1.  | Julia Marino         | 313    |
| 2.  | Miyabi Onitsuka      | 153    |
| 3.  | Mia Brookes          | 130    |
| 3.  | Reira Iwabuchi       | 130    |
| 5.  | Laurie Blouin        | 129    |
| 6.  | Melissa Peperkamp    | 129    |
| 7.  | Anna Gasser          | 120    |
| 8.  | Tess Coady           | 102    |
| 9.  | Zoi Sadowski-Synnott | 100    |
| 10. | Jasmine Baird        | 96     |

| Lp. | Zawodniczka       | Punkty |
| --- | ----------------- | ------ |
| 1.  | Reira Iwabuchi    | 192    |
| 2.  | Kokomo Murase     | 182    |
| 3.  | Anna Gasser       | 180    |
| 4.  | Jasmine Baird     | 160    |
| 5.  | Evy Poppe         | 138    |
| 6.  | Melissa Peperkamp | 126    |
| 7.  | Mari Fukada       | 114    |
| 8.  | Miyabi Onitsuka   | 110    |
| 9.  | Ariane Burri      | 94     |
| 10. | Chihiro Edamatsu  | 94     |

### Drużynowo / Puchar Narodów
| Lp. | Państwo                                               | Punkty |
| --- | ----------------------------------------------------- | ------ |
| 1.  | Austria Andreas Prommegger · Daniela Ulbing           | 209    |
| 2.  | Szwajcaria Gian Casanova · Ladina Jenny               | 154    |
| 3.  | Włochy Maurizio Bormolini · Elisa Caffont             | 136    |
| 4.  | Niemcy Stefan Baumeister · Ramona Theresia Hofmeister | 133    |
| 5.  | Szwajcaria Dario Caviezel · Julie Zogg                | 125    |
| 6.  | Polska Oskar Kwiatkowski · Aleksandra Król            | 114    |
| 7.  | Austria Arvid Auner · Claudia Riegler                 | 105    |
| 8.  | Austria Fabian Obmann · Sabine Schöffmann             | 100    |
| 9.  | Słowenia Žan Košir · Gloria Kotnik                    | 98     |
| 10. | Stany Zjednoczone Cody Winters · Iris Pflum           | 82     |

| Lp. | Państwo           | Punkty |
| --- | ----------------- | ------ |
| 1.  | Austria           | 4011   |
| 2.  | Japonia           | 3681   |
| 3.  | Stany Zjednoczone | 3569   |
| 4.  | Szwajcaria        | 3478   |
| 5.  | Włochy            | 3456   |
| 6.  | Niemcy            | 3134   |
| 7.  | Kanada            | 2685   |
| 8.  | Australia         | 2060   |
| 9.  | Francja           | 2006   |
| 10. | Czechy            | 1145   |